# Allison Crowe

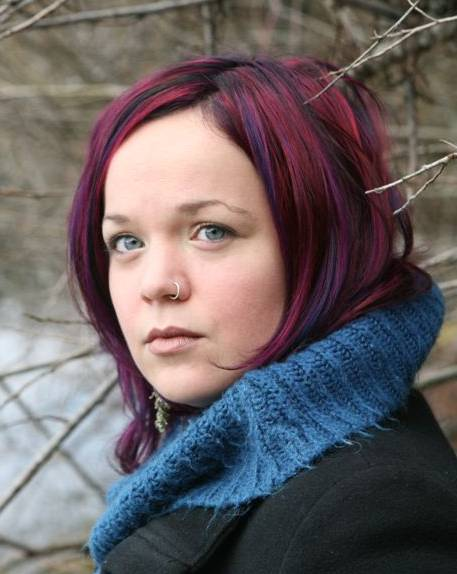
Allison Crowe

Allison Louise Crowe (* 16. November 1981 in Nanaimo, British Columbia) ist eine kanadische Sängerin und Songwriterin, die durch ihre Coverversion von Leonard Cohens Hallelujah  weltweite Bekanntheit erlangte. Crowe gründete 2003 ihr eigenes Label Rubenesque Records Ltd., nachdem sie den Vertrag mit einem Major Label abgelehnt hatte. Alle Eigenkompositionen veröffentlicht sie unter einer Creative-Commons-Lizenz bei Jamendo und bei Bandcamp.
2011 fungierte sie als Schirmherrin des Free! Music! Contest des Musikpiraten e.V. und stellte einzelne Tonspuren ihres Lieds Spiral für Remixes zur Verfügung. Beim ebenfalls in den Wettbewerb eingebundenen Portal ccMixter waren nach kurzer Zeit zahlreiche Remixes hochgeladen. Drei davon wurden auf der Bonus-CD des Doppelalbums mit den Gewinner-Beiträgen FreeMixter veröffentlicht.

## Diskografie (Alben)
- Lisa's Song + 6 Songs (2003)
- Secrets (2004)
- Tidings (2004)
- Live at Wood Hall (2005)
- This Little Bird (2006)
- Little Light (2008)
- Spiral (2010)
- Tidings Concert (2012)

## Tour

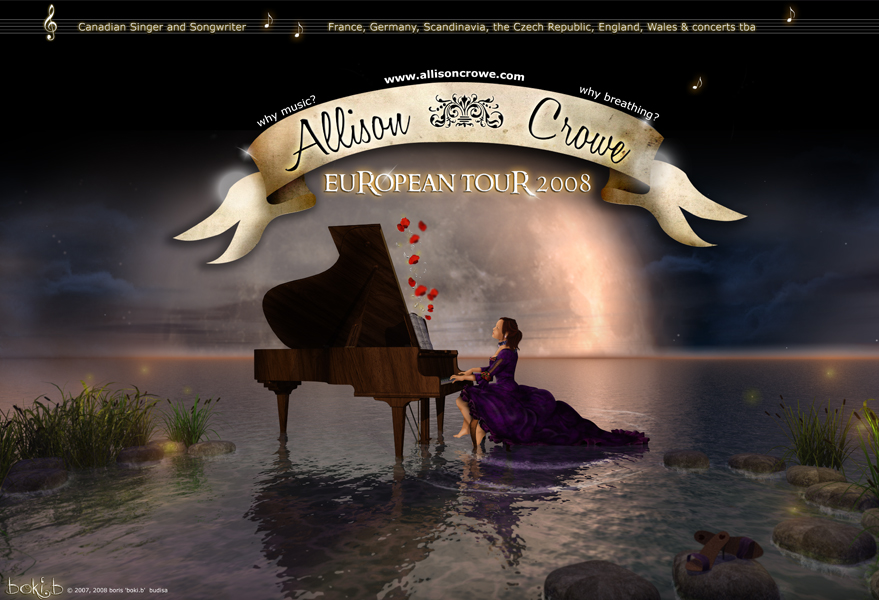
Offizielles Tour Banner 2008

Obwohl sie in Kanada und den USA längst ein Star war, kannte man die junge Sängerin in Europa kaum. 2008 startete sie deshalb eine dreifach Europa-Tour, die sie im Frühjahr in England begann und im Herbst wieder fortsetzte. Für diese lange Tour engagierte Allison Crowe den in Wien lebenden Künstler boki.b für ihre Tourplakate, -banner und poster, die bei all ihren Auftritten veröffentlicht werden.